# Sphaeralcea bonariensis
El malvavisco o malva blanca (Sphaeralcea bonariensis) es una especie fanerógama arbustiva o subarbustiva. Es nativa de Argentina, Bolivia, Paraguay, Brasil y Uruguay.  expandida a campos de agricultura como importante maleza. Posee flores rosadas, y alcanza una altura de 15 dm .
Existe una roya Puccinia malvacearum Bertero ex Mont. (= Puccinia sidae-rhombifoliae) patógeno de esta especie.

## Usos
Decocidos de hojas y flores son expectorantes. En gargarismos: inflamaciones de boca y garganta. Tienen oxidasas, alcaloides, flavonoides y mucílagos (Martínez Crovetto, 1981).

## Taxonomía
Sphaeralcea bonariensis fue descrita por (Cav.) Griseb, 1874. 
Sinonimia
- Malva bonariensis Cav.  basónimo
- Sphaeralcea cisplatina A.St.-Hil.

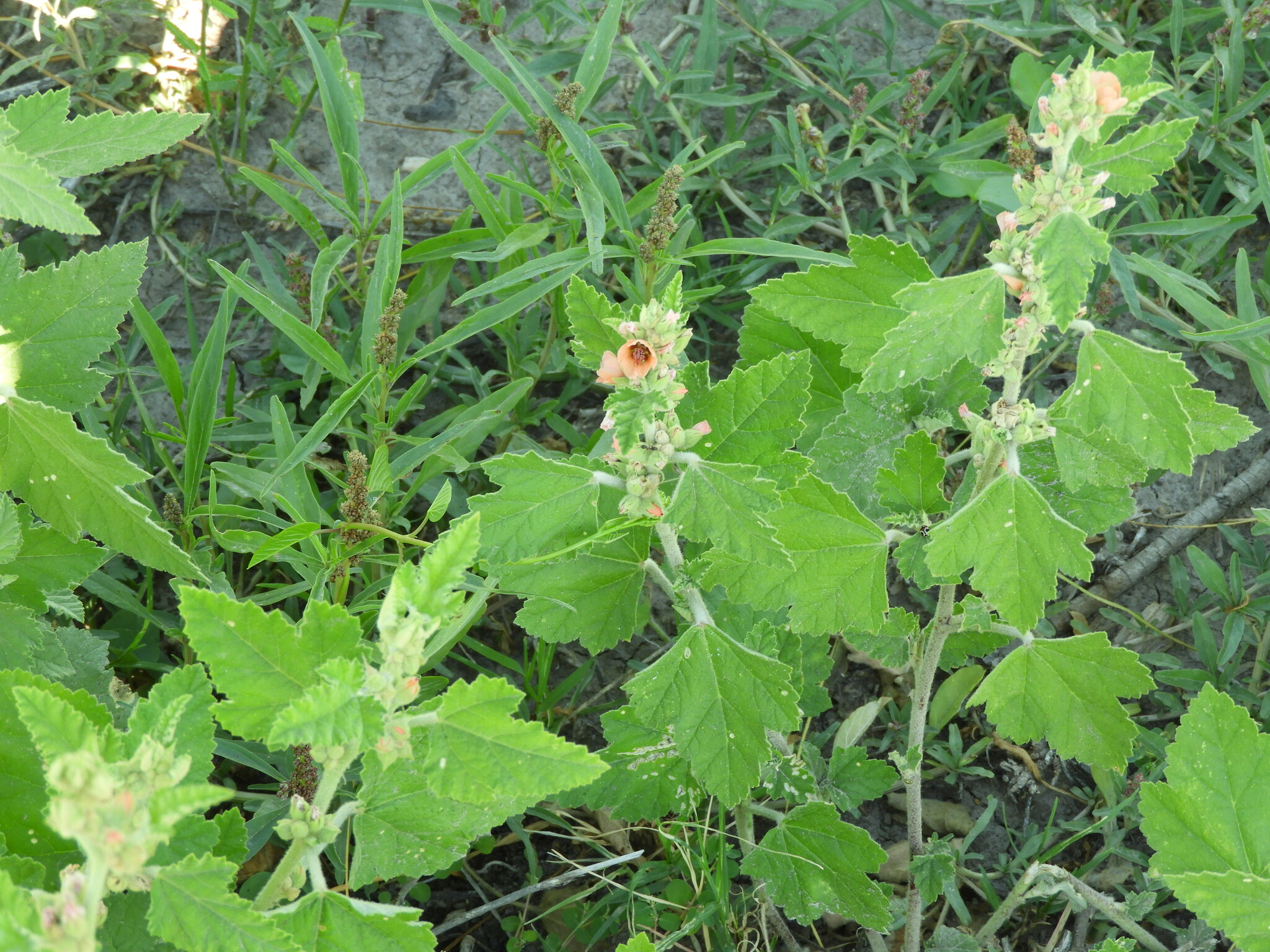
Sphaeralcea bonariensis, follaje

- Sphaeralcea miniata var. rhombifolia (Griseb.) K.Schum.

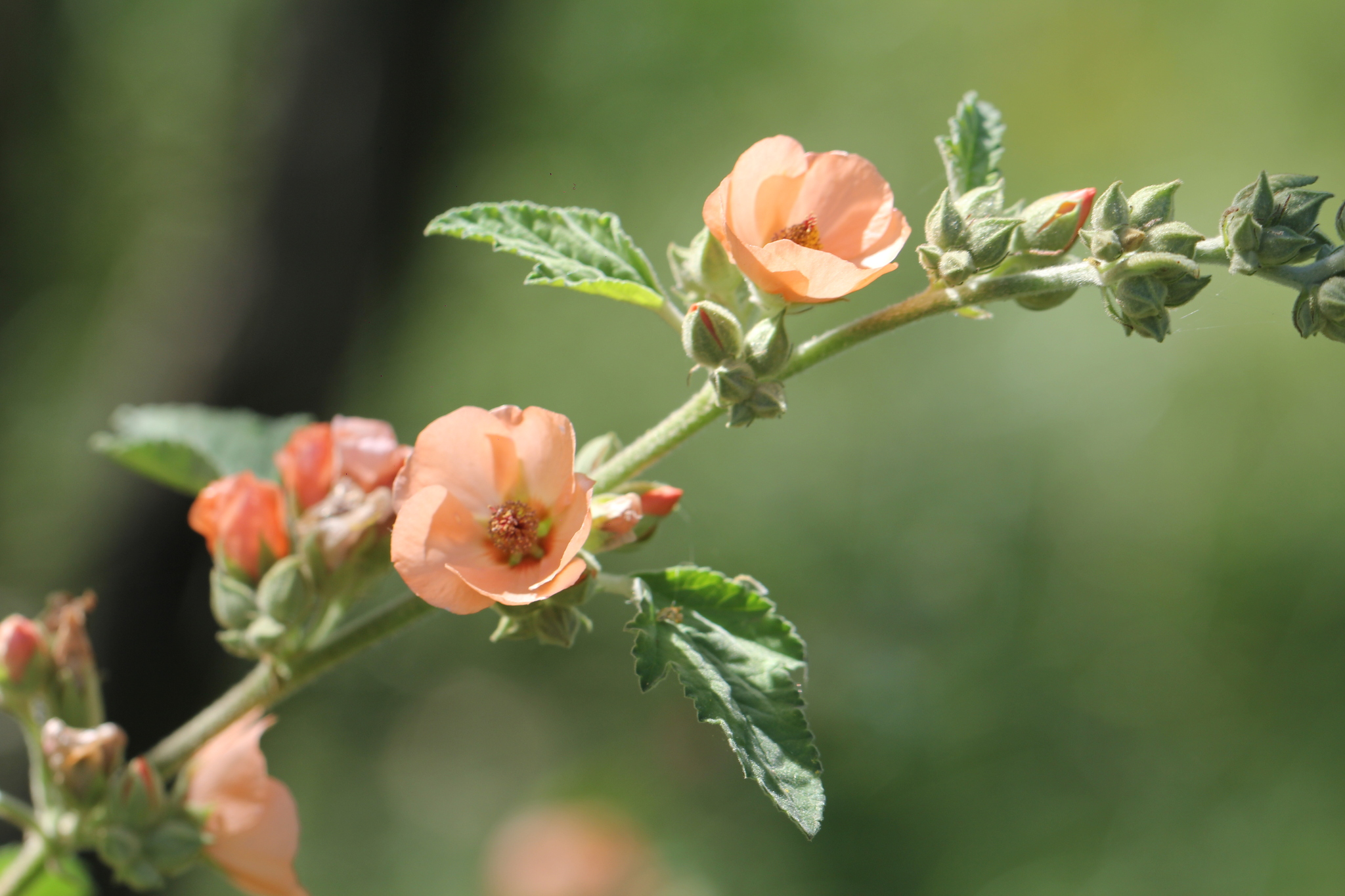
Sphaeralcea bonariensis, flores.

- Sphaeralcea bonariensis, flores.Sphaeralcea rhombifolia Griseb.
- Malva incana C. Presl
- Sphaeralcea miniata var. cisplatina K. Schum.
- Sphaeralcea miniata var. inquilina Ulbr.[5]